# Aphaenogaster picea
Aphaenogaster picea är en myrart som först beskrevs av Wheeler 1908.  Aphaenogaster picea ingår i släktet Aphaenogaster och familjen myror.

## Underarter
Arten delas in i följande underarter:
- A. p. picea
- A. p. rudis

## Bildgalleri

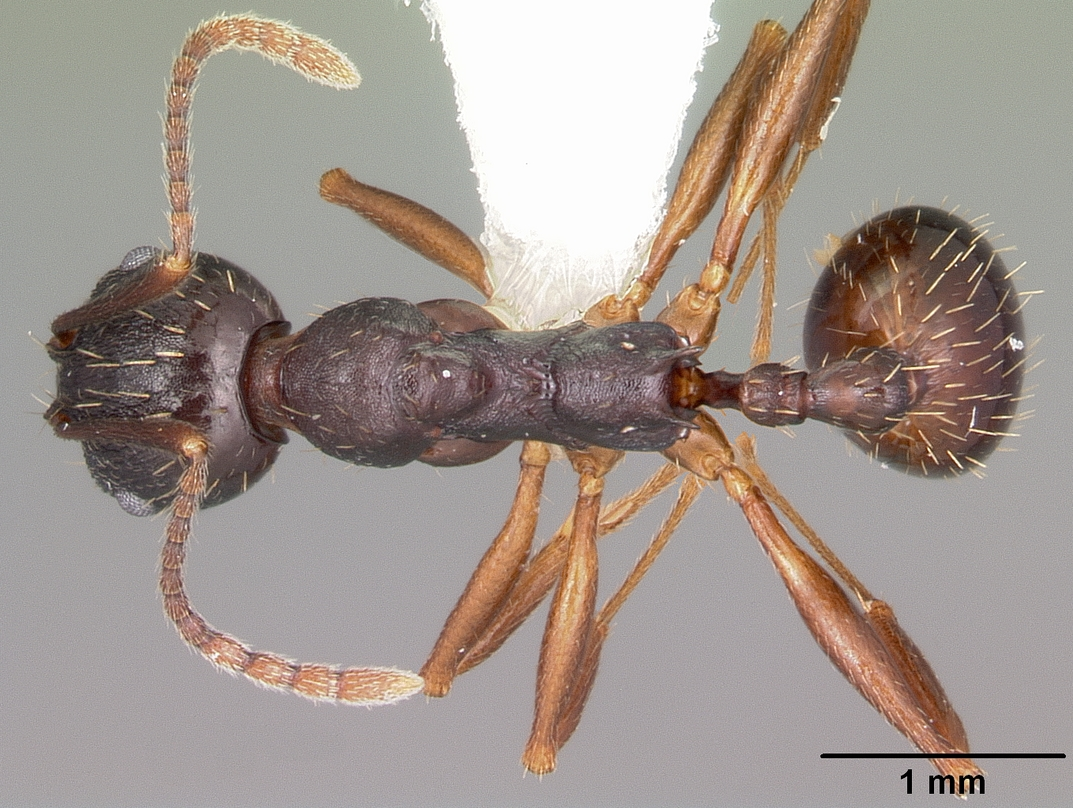
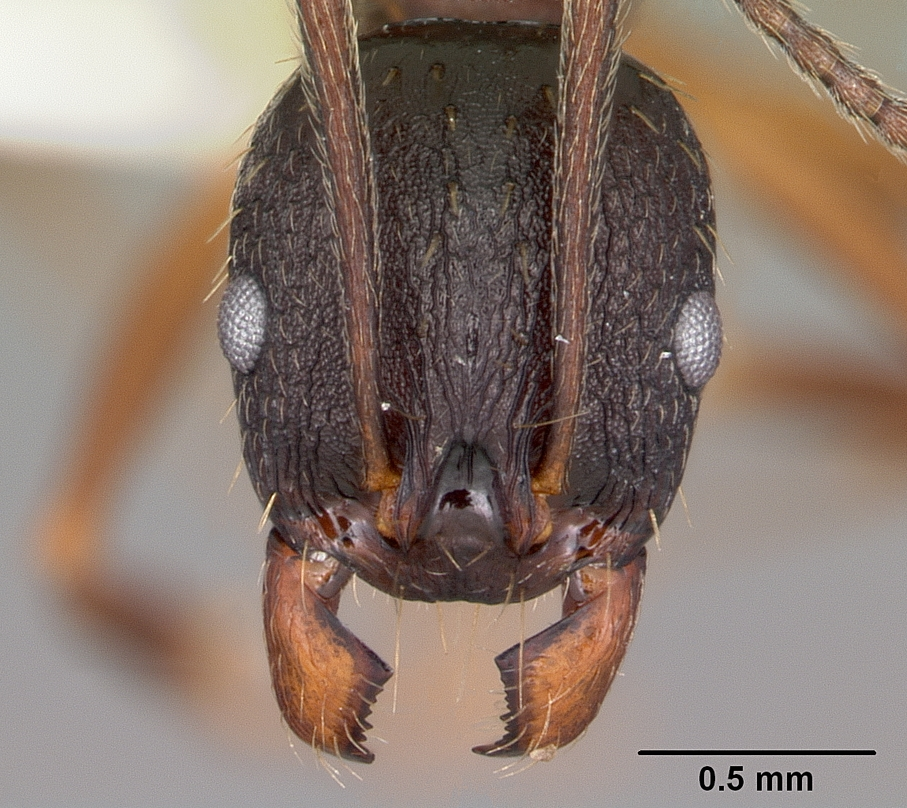
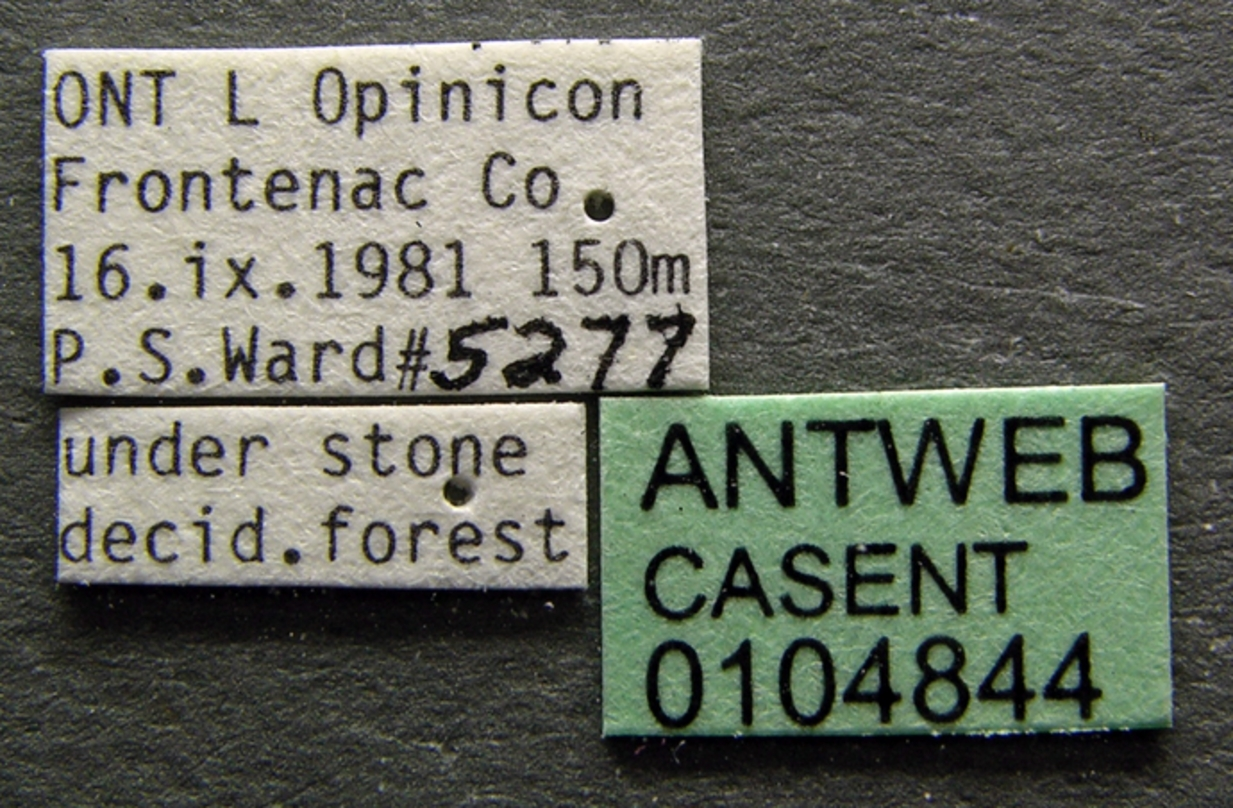
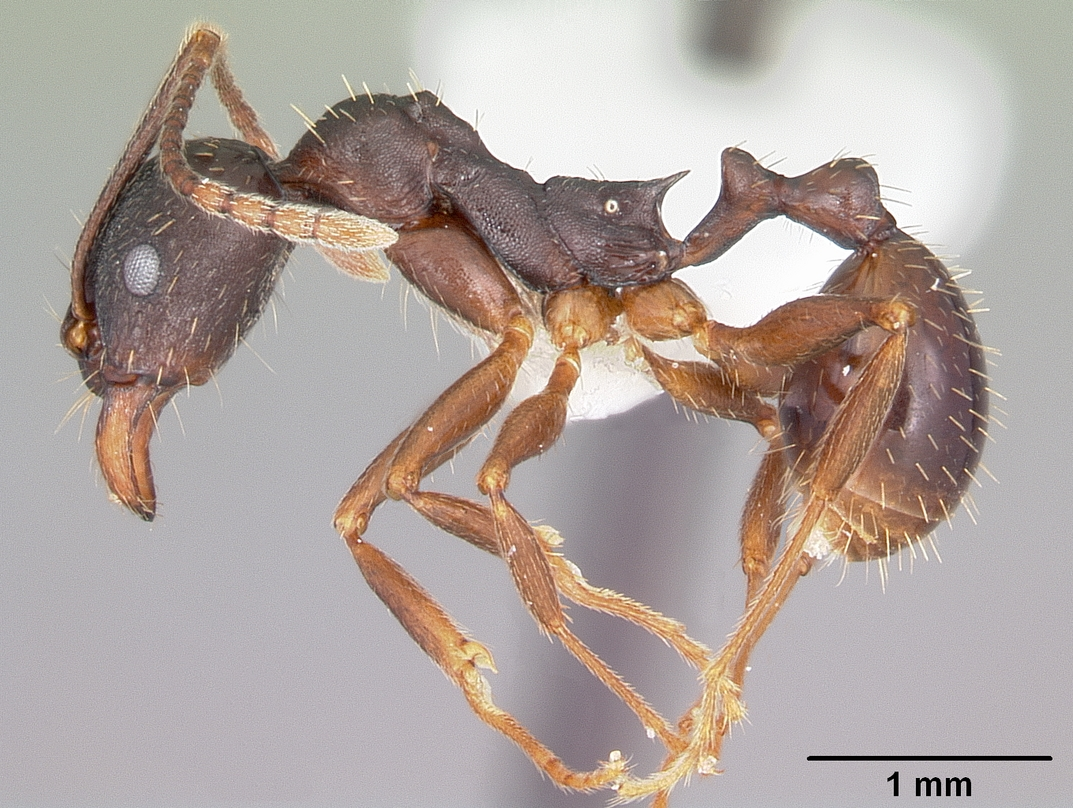